# Igor Lančarič
Igor Lančarič (17. ledna 1964 – 2006) byl slovenský fotbalista.

## Fotbalová kariéra
Hrál za Spartak Trnava a na vojně za Duklu Banská Bystrica. V československé lize nastoupil ve 12 utkáních. Dále hrál za Hurbanovo a Sereď. Byl kapitánem reprezentace Československa do 18 let.

## Ligová bilance
| Ročník                                   | Zápasy | Góly | Klub                  |
| ---------------------------------------- | ------ | ---- | --------------------- |
| 1. československá fotbalová liga 1982/83 | 9      | 0    | Spartak Trnava        |
| 1. československá fotbalová liga 1984/85 | 1      | 0    | Dukla Banská Bystrica |
| 1. československá fotbalová liga 1985/86 | 2      | 0    | Spartak Trnava        |
| CELKEM                                   | 12     | 0    |                       |